# Лейпциг (футбольный клуб)
«Лейпциг» — бывший немецкий футбольный клуб из одноимённого города. Футбольный клуб функционировал с 1893 по 1946 и с 1991 по 2004 года. В первой Бундеслиге провёл один сезон (1993/94).

## Достижения
- Чемпион Германии: 1903, 1906, 1913
- Вице-чемпион Германии: 1904, 1911, 1914
- Обладатель Кубка Германии: 1936